# Henry Barrowe
Henry Barrowe (Norfolk, c. 1550 — Londres, 6 de abril de 1593) foi puritano e separatista inglês. Graduou-se em Cambridge, por volta de 1569-1570. 
Por volta de 1580-1581 aderiu ao puritanismo e, posteriormente, conheceu John Greenwood, um líder separatista, cujas opiniões ele adotou. Foi associado com "os irmãos da separação".
Em 1586, Barrowe foi detido e levado perante o arcebispo John Whitgift. Ele insistiu na ilegalidade desta detenção. Depois de quase seis meses prisão irregular, Barrowe e Greenwood foram formalmente acusados (maio de 1587). Barrowe continuou preso pelo resto de sua vida, quase seis anos, às vezes em estreito confinamento, às vezes em "liberdade da prisão". Durante esse período foi submetido a vários exames onde manteve vigorosamente o princípio do separatismo, denunciando o ritual prescrito da Igreja da Inglaterra como "um falso culto", e os bispos como opressores e perseguidores.
Durante sua detenção escreveu vários tratados em defesa vigorosa de separatismo e da independência congregacional, sendo a mais importantes:
- Uma Verdadeira Descrição da Congregação Visível dos Santos (1589);
- Um Breve tratado contra os donatistas da Inglaterra (1590-1591);
- Uma Breve Descoberta da Falsa Igreja(1590).

Outras obras foram escritas em conjunto com seu companheiros de prisão, Greenwood. Estes textos foram tomados por amigos e impressos principalmente nos Países Baixos, onde havia muitos exilados ingleses. 
Barrowe e Grennwood foram julgados e condenados à morte em 23 de Março de 1593. Foram enforcados na manhã de 6 de abril. 